# Pieter Laurens Honcoop (1882-1958)
Pieter Laurens Honcoop (Heusden, 5 augustus 1882 - Apeldoorn, 27 september 1958) was een Nederlands burgemeester. 
Hij werd geboren als zoon van Pieter Laurens Honcoop (1839-1921, destijds burgemeester van Heusden) en Cornelia Hendrika Verstegen (1857-1943). Zelf werd hij in 1911 benoemd tot burgemeester van Zuilichem. Van 16 september 1919 tot zijn pensionering op 1 september 1947 was hij de burgemeester van Hattem.